# USS Ranger (CV-4)
O USS Ranger (CV-4) foi um porta-aviões da Marinha dos Estados Unidos entre guerras, o único de sua classe. Como um navio do Tratado, o Ranger foi o primeiro navio dos EUA a ser projetado e construído da quilha para cima como um porta-aviões. Ele era relativamente pequeno, com apenas 222,5 metros de comprimento e menos de quinze mil toneladas de deslocamento, mais próximo em tamanho e deslocamento do primeiro porta-aviões americano, o USS Langley, do que os navios posteriores. Uma superestrutura de ilha não foi incluída originalmente, mas foi adicionada após a conclusão do navio.
Considerado demasiado lento para utilização com a Frota do Pacífico, a força-tarefa transportadora responsável pela luta contra o Japão, que ele passou a maior parte da Segunda Guerra Mundial no Oceano Atlântico onde a Kriegsmarine era um adversário mais fraco. Ranger viu o combate naquele teatro e forneceu suporte aéreo para a Operação Tocha. Em outubro de 1943, ele lutou na Operação Leader, ataques aéreos a navios alemães na costa da Noruega. Ele foi vendido como sucata em 1947.

## Desenvolvimento e projeto
Os trabalhos começaram em 1925 no projeto de um quarto porta-aviões para a Marinha dos Estados Unidos, como uma continuação do pequeno Langley, convertido de um carvoeiro, e dos grandes Lexington e Saratoga, que estavam em processo de conversão de cruzadores de batalha incompletos. O porta-aviões número quatro foi a primeira oportunidade da Marinha de projetar um porta-aviões especialmente construído. O trabalho de design preliminar ocorreu antes da operação extensiva dos três anteriores. Tendo experiência limitada para se basear, as principais características do projeto foram derivadas da experiência em jogos de guerra no Colégio de Guerra Naval. Durante o projeto e a construção, muitas alterações ocorreriam como resultado do aumento da experiência com Langley, Lexington e Saratoga.
A principal limitação que restringia qualquer projeto era o Tratado Naval de Washington de 1922. Depois de Lexington e Saratoga, havia setenta mil toneladas restantes para a construção de porta-aviões. Isso resultou na modelagem para três navios de 23.160 toneladas, quatro de 17.250 toneladas e cinco navios de 13.800 toneladas. Dos três tamanhos, o menor 13.800 foi selecionado porque os cinco cascos teriam a maior capacidade agregada de aeronaves. Os jogos de guerra indicaram que em qualquer guerra ocorreria um desgaste severo de fuselagens e cascos. A solução do colégio foi maximizar o número de aeronaves e cascos permitidos pelo tratado.
Inicialmente, o Ranger foi projetado com um deck de descarga, como Langley, sem nada se estendendo acima do convés de voo. Manter o convés de voo livre de obstáculos complicou a disposição das máquinas. A fumaça de suas seis caldeiras foi expelida por seis pequenas pilhas, com três de cada lado do hangar da popa. As pilhas eram articuladas e giradas para uma posição paralela ao convés do hangar durante as operações de voo. O arranjo incomum da pilha é uma herança de seu design de deck embutido. Quando uma ilha foi adicionada no meio do processo de construção, reconstruir a ilha foi rejeitada por ser muito cara.
Preocupações com o projeto de propulsão impactado pela dispersão da fumaça. O tamanho da planta influenciou tanto a localização das caldeiras quanto a quantidade de fumaça gerada. Uma usina de energia moderada de cinquenta cavalos de força poderia ser colocada mais atrás do que uma usina de cem mil cavalos de força sem afetar o trim. Quanto mais atrás as caldeiras fossem colocadas, mais atrás as pilhas também poderiam estar, dispersando a fumaça sobre menos do convés. A planta menor também produziu menos gases do que uma planta de cem mil cavalos de força. Devido aos limites de espaço, o porta-aviões foi equipado com turbinas com engrenagens.
Quase todo o seu convés superior foi dedicado ao hangar. A grande altura e as vigas abertas da estrutura da cabine de comando permitiam o armazenamento de fuselagens sobressalentes. O convés do hangar era semiaberto e tinha grandes portas de cortina de metal que podiam ser fechadas em caso de mau tempo. O hangar aberto foi adotado para permitir a instalação de duas catapultas no convés do hangar para o lançamento de aeronaves de observação. As catapultas foram descartadas para economizar custos. O Ranger também incorporou um convés de galeria entre o convés de voo e o convés do hangar.
A cabine de comando era uma superestrutura leve revestida de madeira. Projetado para economizar peso, o deck de madeira leve pode ser facilmente reparado. Três elevadores foram fornecidos para mover as aeronaves entre a cabine de comando e a cabine do hangar. Outriggers na borda da cabine de comando forneciam armazenamento extra para as aeronaves no convés. O porta-aviões operou 76 aeronaves conforme construído; igual a Lexington com metade do deslocamento.
O porta-aviões foi um dos primeiros navios da Marinha dos Estados Unidos equipado com armas automáticas leves para se defender contra ataques de bombardeio de mergulho e estava inicialmente armado com quarenta metralhadoras de calibre cinquenta. Complementando as metralhadoras havia oito armas de duplo propósito de 127 milímetros controladas por dois diretores Mark 33. As metralhadoras estavam dispostas ao longo da galeria.

## Construção e modificações
Autorizada pelo Congresso em 13 de fevereiro de 1929, a Marinha dos Estados Unidos abriu licitações para a construção do porta-aviões em 3 de setembro de 1930. A Newport News Shipbuilding superou a oferta da Bethlehem Shipbuilding e da New York Shipbuilding pelo contrato. Em novembro, a Newport News Shipbuilding recebeu o contrato para construí-la. O preço do contrato foi de 15,2 milhões de dólares.

O Ranger foi lançado em 26 de setembro de 1931 pela Newport News Shipbuilding, Newport News, Virgínia, e lançado em 25 de fevereiro de 1933, a embarcação foi batizada por Lou Henry Hoover, esposa do então presidente Herbert Hoover, Primeira-Dama dos Estados Unidos. Tarde na construção, o projeto foi modificado para incluir uma ilha, aumentando seu deslocamento para 14.500 toneladas. Iniciando os testes em 1 de maio de 1934, Ranger fez 30,35 nós e gerou 58.700 cavalos de força. Ele foi comissionado no Estaleiro Naval de Norfolk em 4 de junho de 1934, com o capitão Arthur L. Bristol no comando.

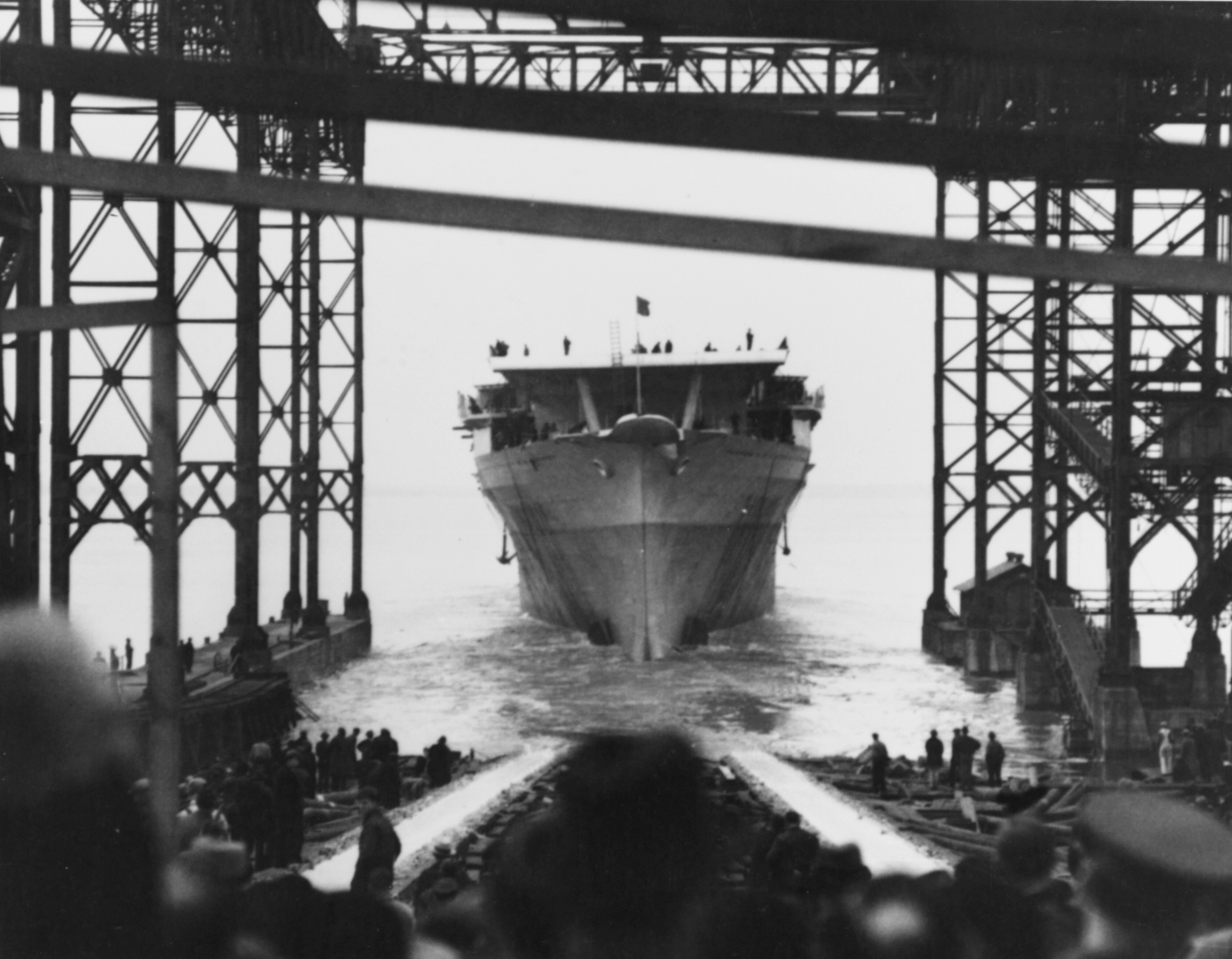
O USS Ranger nos estaleiros da Newport News Shipbuilding, em 25 de fevereiro de 1933

Para reduzir o custo de construção, o Ranger foi inicialmente projetado e comissionado sem paiol para armazenagem de torpedos ou um esquadrão de aviões torpedeiros. Em 17 de outubro de 1941, o projeto foi alterado, para a instalação de depósitos de torpedos. Em 10 de janeiro de 1942 quando a navio passou por revisão, o Esquadrão de Caça-Torpedeiros 4 (VT-4) foi ativado no Ranger.
Ao longo dos anos, muitas alterações foram feitas em seu armamento. A primeira mudança foi consolidar a bateria de canhões de 127 milímetros combinando os quatro canhões do convés principal com os quatro canhões do convés da galeria. O armamento antiaéreo recebeu uma grande atualização quando seis montagens quádruplas de 27,94 milímetros. A bateria de 25 milímetros foi instalada. Substituiu uma bateria de pistolas de 76 milímetros instaladas meses antes como substitutos. Em março de 1942, as metralhadoras de calibre cinquenta foram trocadas por canhões Oerlikon de vinte milímetros com maior potência de fogo. O armamento final do Ranger era de seis canhões quádruplos de quarenta milímetros e 46 canhões de vinte milímetros.
Em 13 de dezembro de 1943, o almirante Ernest King, o Chefe de Operações Navais, aprovou uma extensa modernização. Desde de o comissionamento do Ranger, o tamanho do porta-aviões cresceu enormemente. Os apoios da cabine de comando não eram mais capazes de suportar o peso de um grupo aéreo moderno e completo. Outras melhorias operacionais das aeronaves foram contempladas. O elevador de ré deveria ser ampliado, o elevador intermediário deveria ser substituído por um elevador de borda de convés e duas catapultas de convés de voo deveriam ser instaladas. Os problemas de peso e proteção deveriam ser resolvidos com ajustes no casco. O armamento seria aumentado com seis montagens quádruplas adicionais de quarenta milímetros. O almirante King preferiu que as conversões fossem feitas, mas o Escritório de Navios insistiu que a alocação de mão de obra e recursos necessários para realizar isso atrasaria consideravelmente a conclusão de novos porta-aviões em construção. O projeto completo foi adiado indefinidamente em 5 de abril de 1944 após o terceiro, Depois de chegar ao porto de Nova York em 16 de maio, Ranger entrou no Estaleiro Naval de Norfolk para ter sua cabine de comando reforçada, novas catapultas de aeronaves instaladas e equipamento de radar atualizado. Isso forneceu a ele a capacidade de operação noturna com aviões caça-interceptador.

## Histórico

### Tempos de paz

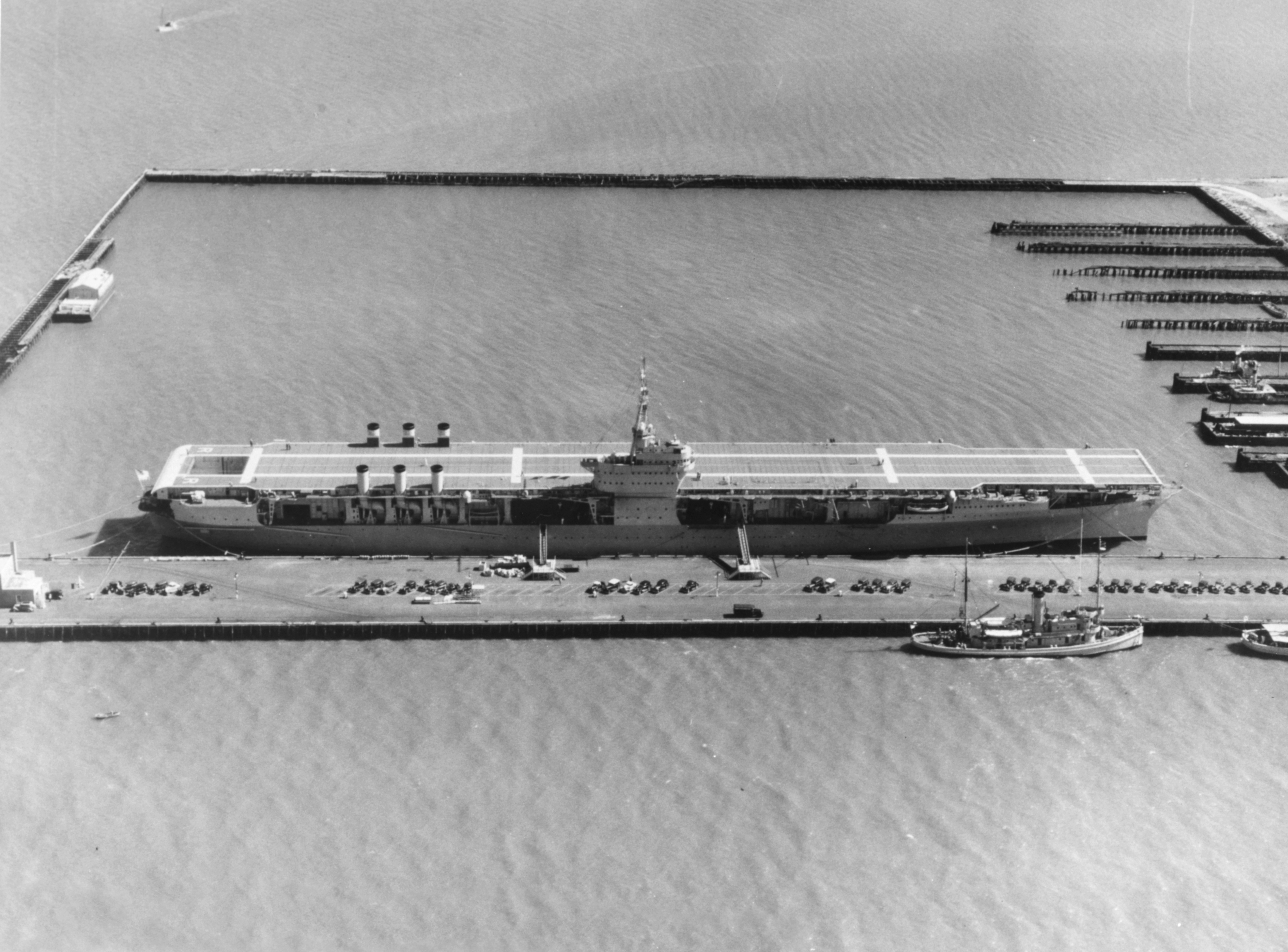
USS Ranger (CV-4) na Estação Naval de Norfolk 7 de Junho de 1934

O Ranger conduziu suas primeiras operações de voo fora do Virginia Capes em 21 de junho de 1934 e partiu de Norfolk em 17 de agosto para um cruzeiro de testes que o levou ao Rio de Janeiro, Buenos Aires e Montevidéu. Ele retornou a Norfolk em 4 de outubro  para operações ao largo de Virginia Capes e duas passagens em doca seca para reparos pós-teste até 1 de abril de 1935, quando navegou para o Pacífico. Transitando pelo Canal do Panamá em 7 de abril, ele chegou a San Diego em 15 de abril. Por quase quatro anos, ele participou de problemas de frota chegando ao Havaí, os primeiros testes de teste em tempo frio de porta-aviões no Alasca, e em operações marítimas ocidentais que a levaram até o sul em Callao, Peru, e tão ao norte quanto Seattle, Washington. Em 4 de janeiro de 1939, ele partiu de San Diego para operações de frota de inverno no Caribe com base na Baía de Guantánamo, Cuba. Ele então navegou para o norte para Norfolk, chegando em 20 de abril. Ranger navegou ao longo da costa leste de Norfolk e no Mar do Caribe. No outono de 1939, ele iniciou as operações de Patrulha da Neutralidade, operando fora das Bermudas ao longo das rotas comerciais do meio-Atlântico e subindo a costa leste até Argentia, Terra Nova. Em dezembro de 1940, o VF-4 da Ranger se tornou uma das primeiras unidades a receber os mais novos Grumman F4F-3 Wildcats.

### Segunda Guerra Mundial

#### 1942
Em dezembro de 1941, ele estava voltando para Norfolk de uma patrulha oceânica que se estendia até Port of Spain, Trindade e Tobago, quando os japoneses atacaram Pearl Harbor. Chegando a Norfolk em 8 de dezembro, ele navegou em 21 de dezembro para patrulhar o Atlântico Sul. Ele então entrou na Estação Naval de Norfolk para reparos em 21 de março de 1942. Ranger foi um dos 14 navios a receber o radar RCA CXAM-1.
Em 15 de abril de 1942, o primeiro-ministro Winston Churchill telegrafou ao presidente Franklin D. Roosevelt solicitando que o couraçado North Carolina e o Ranger reforçassem a Frota Oriental após o ataque ao Oceano Índico. No dia anterior, em resposta ao aviso prévio do pedido de reforço encaminhado através do general George Marshall, que estava então visitando Londres, o almirante Ernest King já havia definitivamente declarado que o Ranger e qualquer outra unidade importante da frota não poderiam ser disponibilizados para o Oceano Índico. Ele afirmou que a única maneira pela qual a Marinha poderia ajudar era usando Ranger para transportar os aviões de perseguição necessários para colocar a 10ª Força Aérea em plena capacidade operacional. O rascunho da resposta de King à insistência de Churchill mostrou falta de tato. Roosevelt apoiou King, mas atenuou o calado de King, exagerando as falhas de Ranger para orientar os britânicos a aceitar a missão da balsa.
Navegando para a Estação Aeronaval de Quonset Point, Rhode Island, o Ranger carregou 68 Curtiss P-40E e colocou no mar em 22 de abril, lançando os aviões do Exército em 10 de maio para pousar em Acra, na Costa do Ouro da África (Gana). Os P-40s foram um reforço geral para o Grupo de Voluntários Americanos (logo a ser redesignado como o 23º Grupo de Caças das Forças Aéreas do Exército) na China, para repor suas perdas, bem como formar uma segunda unidade, a 51ª Grupo de lutadores. Embora nenhuma dificuldade tenha sido encontrada em voar para fora do convés do Ranger, erros na travessia da África levaram à perda de cerca de dez pessoas no caminho. Ao retornar a Quonset Point em 28 de maio, ele fez uma patrulha em Argentia, Newfoundland.
Após as vitórias do general alemão Erwin Rommel em maio e junho, principalmente a queda de Tobruk durante a Batalha de Gazala, os Estados Unidos concordaram em comprometer com o teatro norte-africano um total de nove grupos de combate, dos quais sete deveriam estar em operação até o final de 1942. A contribuição do Ranger para o estabelecimento da Nona Força Aérea foi transportar outros 72 P-40s do Exército. Desta vez, ele transportou uma unidade de combate completa, o 57º Grupo de Caças, que lançou na costa da África para Acra em 19 de julho. As lições aprendidas com a missão anterior da balsa resultaram em perdas insignificantes, pelas quais o 57º recebeu elogios. O Grupo estava operacional com a Força Aérea do Deserto a tempo de participar da Segunda Batalha de El Alamein.
Assim que passou por Trinidad, ele voltou a Norfolk para a prática de batalha local até 1º de outubro, então baseou seu treinamento nas Bermudas, na companhia de quatro novos navios de escolta da classe Sangamon, navios convertidos de petroleiros para aumentar o poder aéreo dos EUA no Oceano Atlântico.
Como o maior porta-aviões da Frota do Atlântico, Ranger liderou a força-tarefa composta por ele e os outros quatro porta-aviões de escolta. Estes forneceram superioridade aérea durante a invasão anfíbia do Marrocos francês governado pela França de Vichy. Em 8 de novembro de 1942, os desembarques aliados no norte da África começaram. As forças do governo francês de Vichy atacaram as forças aliadas em defesa da neutralidade do Marrocos francês, no que ficou conhecido como Batalha Naval de Casablanca.

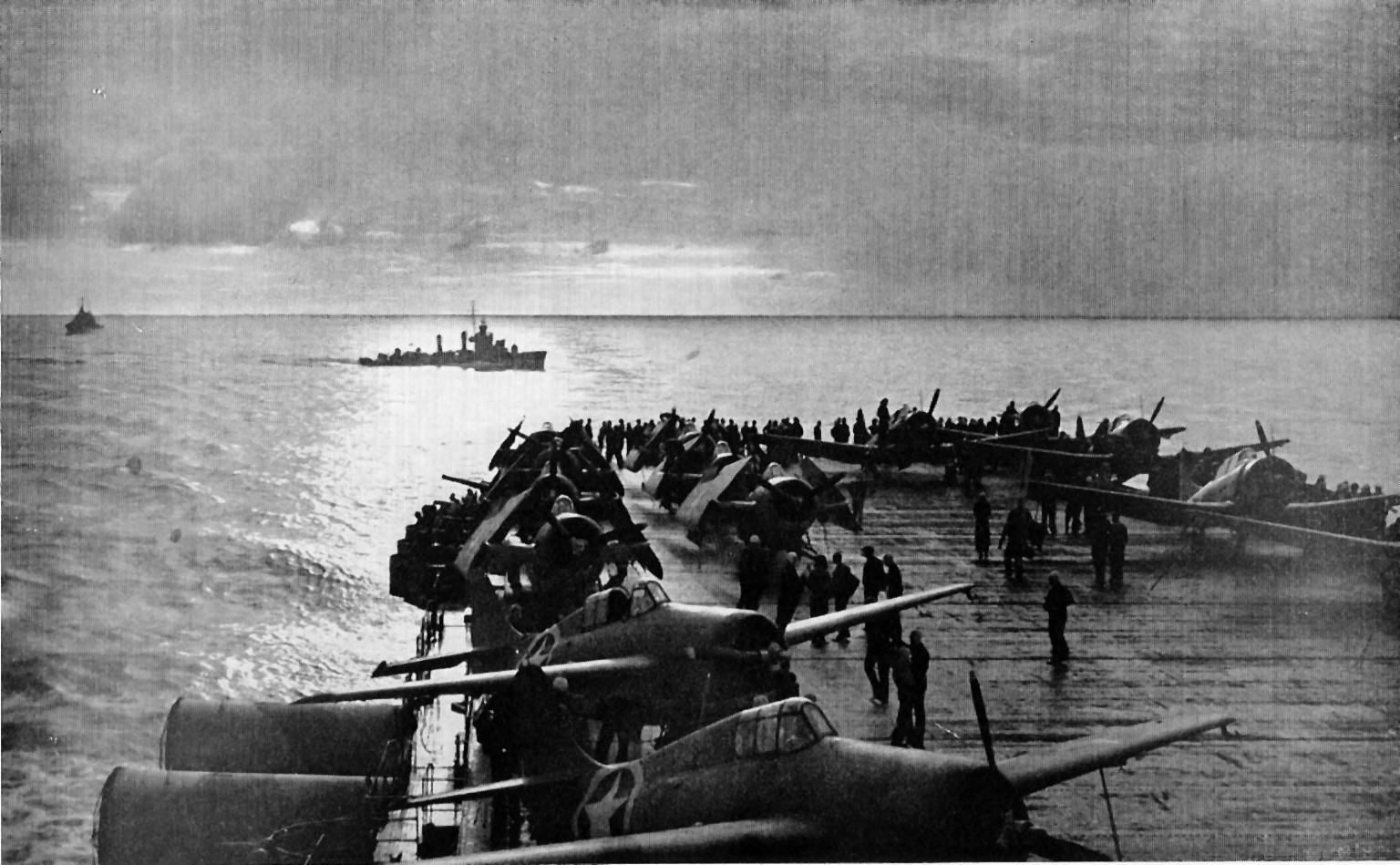
Aeronaves no deck do Ranger durante a Operação Tocha

Ainda estava escuro às 06:15 daquele dia, quando o Ranger, que estava 48 quilômetros a noroeste de Casablanca, começou a lançar suas aeronaves para apoiar os pousos feitos em três pontos na costa atlântica do Norte da África. Nove de seus caças Wildcat atacaram os aeródromos Rabat e Rabate-Salé-Quenitra, quartéis-generais das forças aéreas francesas no Marrocos. Sem perdas, eles destruíram sete aviões em um campo e catorze bombardeiros no outro. Outro voo destruiu sete aviões no campo de Port-Lyautey. Alguns dos aviões Ranger metralhado quatro destroieres no porto de Casablanca, enquanto outros bombardeavam baterias costeiras próximas.
O couraçado Jean Bart abriu fogo com quatro canhões de 381 milímetros de sua única torre de artilharia operacional contra navios de guerra americanos cobrindo os desembarques. Ele foi atingido e moderadamente danificado pelos bombardeiros de mergulho, em seguida, silenciados pela quinta salva da artilharia de 406 milímetros do couraçado Massachusetts, que acertou o mecanismo de rotação de uma torre trabalho.
A torre  do Jean Bart foi rapidamente reparada. E em 10 de novembro, Jean Bart abriu fogo novamente e quase atingiu o cruzador pesado Augusta, a capitânia da Força-Tarefa 34. Em retaliação, os bombardeiros do Ranger infligiram graves danos a Jean Bart com duas bombas pesadas atingindo a proa e a popa, fazendo com que o navio francês afundasse na lama do porto com o convés inundado.
Além de danificar e afundar o Jean Bart, as aeronaves de ataque do Ranger acertaram duas bombas diretas no contratorpedeiro francês Albatros, destruindo completamente o navio e causando trezentas baixas. Eles também atacaram o cruzador Primauguet quando ele saiu do porto de Casablanca e lançou cargas de profundidade, pondo em risco dois submarinos americanos. Os aviões do Ranger também destruíram a defesa costeira e as baterias antiaéreas, destruíram mais de setenta aeronaves inimigas em solo e abateram quinze aeronaves em combate aéreo. Foi estimado que 21 tanques leves inimigos foram imobilizados e cerca de 86 veículos militares destruídos – a maioria deles caminhões de transporte de tropas. O Ranger havia lançado 496 surtidas de combate na operação em três dias, com dezesseis aviões perdidos ou danificados sem possibilidade de reparo. Casablanca se rendeu às forças americanas em 11 de novembro. Ranger partiu da costa marroquina em 12 de novembro, retornando a Hampton Roads em 24 de novembro e Norfolk em 14 de dezembro de 1942.
Em 2 de dezembro de 1942, Ranger foi novamente solicitado em um telegrama de Churchill a Roosevelt, desta vez em conexão com os infortúnios americanos. A perda do Hornet na Batalha das Ilhas Santa Cruz deu início a uma série confusa de mensagens em busca de reforço para porta-aviões britânicos no Pacífico. Para atender ao pedido, Churchill ofereceu o Illustrious e Victorious em troca do Ranger substituindo o Vitorious na Frota Doméstica. King aceitou um porta-aviões, mas manteve o Ranger para usar no Atlântico ou no Pacífico a seu critério.

#### 1943
Após o treinamento na Baía de Chesapeake, o Ranger passou por uma revisão no Estaleiro Naval de Norfolk de 16 de dezembro de 1942 a 7 de fevereiro de 1943. Em dezembro de 33º Grupo de Caças sofreu pesadas baixas na Tunísia e precisou de reforço. Atendendo ao pedido do general Dwight D. Eisenhower, o Ranger partiu de Norfolk em 8 de janeiro com o 325º Grupo de Caças a bordo para entrega em Casablanca. Ele repetiu a missão com outra carga, 75 caças P-40L do 58º Grupo de Caças das Forças Aéreas do Exército para a África, chegando a Casablanca em 23 de fevereiro.

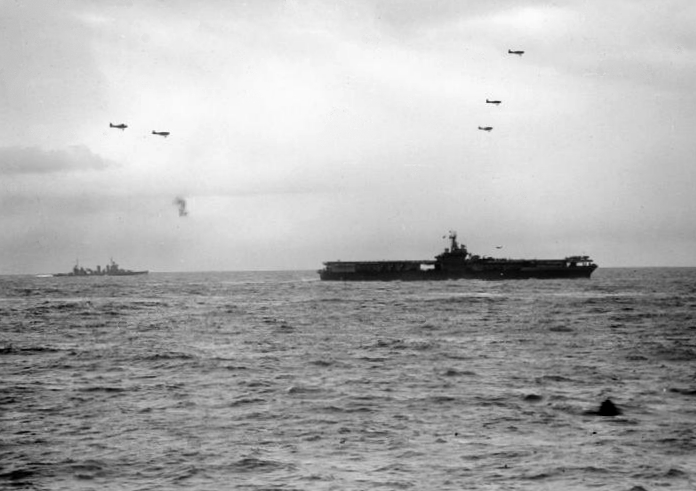
USS Ranger e USS Tuscaloosa durante a Operação Leader

Ranger partiu de Scapa Flow com a Frota Doméstica em 2 de outubro para atacar os navios alemães em águas norueguesas. O objetivo da força era o porto norueguês do norte de Bodø. A força-tarefa alcançou a posição de lançamento ao largo de Vestfjorden antes do amanhecer de 4 de outubro completamente sem ser detectada. Às 06:18, Ranger lançou vinte bombardeiros de mergulho Douglas SBD Dauntless e uma escolta de oito Wildcats. Uma divisão de bombardeiros de mergulho atacou o cargueiro de 8,1 mil toneladas La Plata, enquanto o resto continuou para o norte para atacar um comboio de navios alemão. Os bombardeiros danificaram gravemente um petroleiro de dez mil toneladas e um transporte de tropas menor. Eles também afundaram dois dos quatro pequenos navios mercantes alemães no ancoradouro de Bodø.
Um segundo grupo de ataque do Ranger, composto por 10 torpedeiros Grumman TBF Avenger e seis Wildcats, destruiu um cargueiro alemão e um pequeno navio costeiro e bombardeou um transporte carregado de tropas. Três das aeronaves foram perdidas por fogo antiaéreo. Na tarde de 4 de outubro, o Ranger foi localizado por três aeronaves alemãs. A patrulha aérea de combate do Ranger derrubou dois aviões inimigos e afugentou o terceiro. 
Ranger voltou a Scapa Flow em 6 de outubro. Ele patrulhou com o 2º Esquadrão de Batalha britânico em águas que se estendiam para noroeste até a Islândia, e então partiu de Hvalfjord em 26 de novembro, chegando a Boston em 3 de dezembro.

#### 1944–1945
Em 3 de janeiro de 1944, Ranger tornou-se um porta-aviões de treinamento em Quonset Point, Rhode Island. Essa tarefa foi interrompida em 20 de abril, quando ele viajou para Staten Island, Nova Iorque, para enfrentar 76 caças Lockheed P-38 Lightning (juntamente com o pessoal do Exército, da Marinha e da Marinha Nacional Francesa). Partindo em 24 de abril para sua quinta e última missão transatlântica de balsa, ele chegou a Casablanca em 4 de maio. As novas aeronaves foram trocadas por aeronaves do Exército dos EUA danificadas e marcadas para reparos nos EUA, enquanto os passageiros militares embarcaram para o retorno à cidade de Nova Iorque. Depois da cidade de Nova York, ele se mudou para Norfolk para reforma em 19 de maio de 1944.

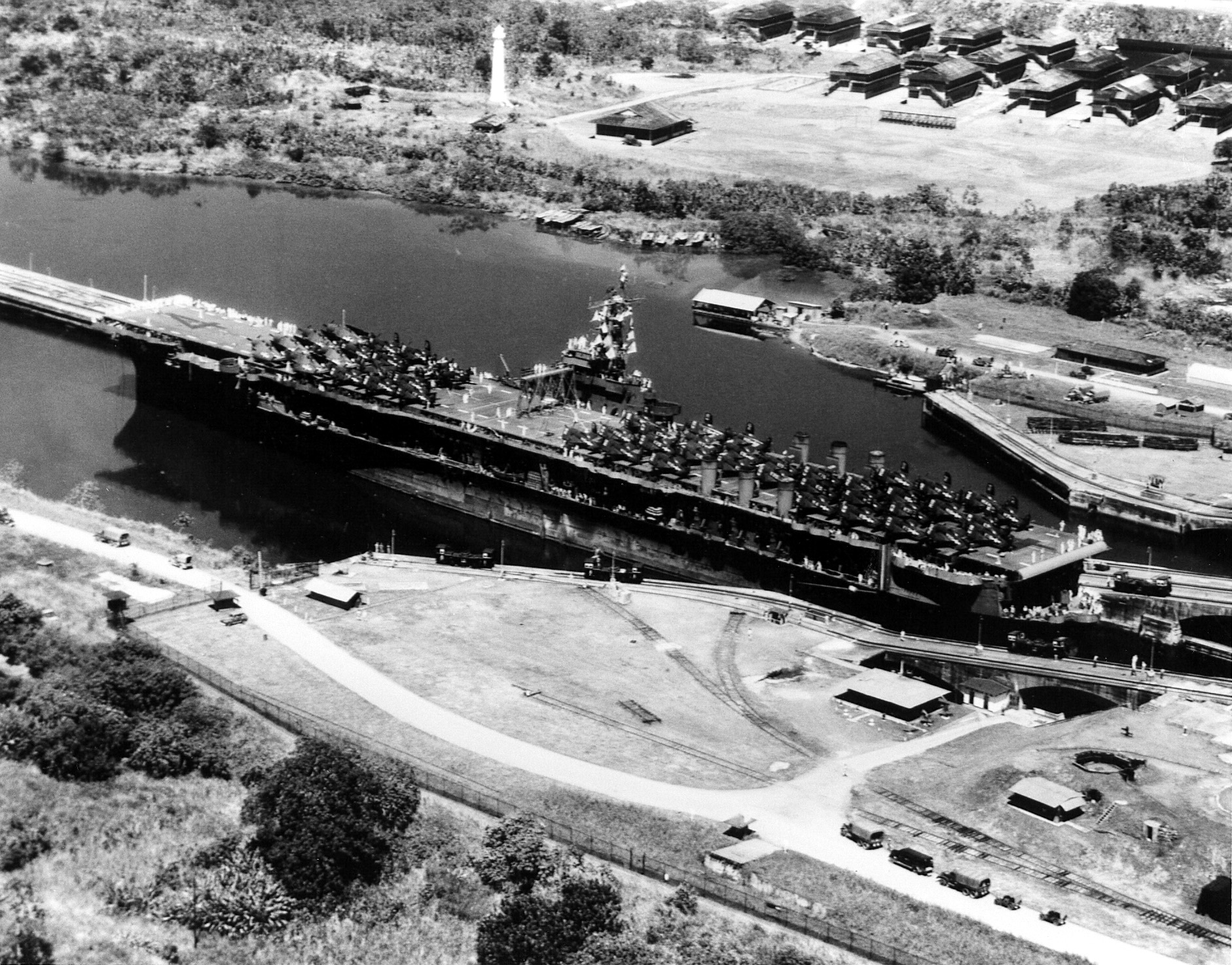
Ranger passando pelo Canal do Panamá em 1945

Em 11 de julho, ele partiu de Norfolk com destino ao Panamá. Ele transitou pelo Canal do Panamá cinco dias depois, embarcou várias centenas de passageiros do Exército dos Estados Unidos em Balboa, Panamá , e navegou para San Diego, chegando lá em 25 de julho. Depois de embarcar os homens e aeronaves do Esquadrão de Combate Noturno 102 e quase mil fuzileiros navais, o Ranger navegou para águas havaianas em 28 de julho, chegando a Pearl Harbor em 3 de agosto. Durante os três meses seguintes, Ranger conduziu operações noturnas de treinamento de voo de porta-aviões em Pearl Harbor.

### Pós-guerra
Ranger partiu de San Diego em 30 de setembro de 1945, ele embarcou passageiros civis e militares em Balboa e então embarcou para Nova Orleans, Louisiana, chegando em 18 de outubro. Após as celebrações do Dia da Marinha lá, ele partiu em 30 de outubro  para breves operações em Pensacola, Flórida, como um porta-aviões de treinamento, mais tarde substituído nessa função pelo porta-viões Saipan. Depois de passar por Norfolk, ele entrou no Estaleiro Naval da Filadélfia em 19 de novembro para uma revisão. Ele permaneceu na costa leste até desmantelado no Estaleiro Naval de Norfolk em 18 de outubro de 1946 pela Naval Vessel Register em 29 de outubro, ele foi vendida como sucata para a Sun Shipbuilding and Drydock Company, Chester, Pensilvânia, em 31 de janeiro de 1947.